# 中国共产党中央委员会香港工作委员会
中国共产党中央委员会香港工作委员会，简称中共中央香港工委，是中国共产党中央委员会在香港的派出机构，与中央人民政府驻香港特别行政区联络办公室（香港中联办）一个机构两块牌子。

## 沿革

### 1950年代

#### 國家領導人制訂方針
英国承认中华人民共和国后，新华社香港分社升格为中华人民共和国驻香港官方代表机构，新华社香港分社社长、副社长，不公开的职位为中共香港工委书记、副书记，为中共在香港机构最高实际领导。
1949年10月14日攻占广州后，中国人民解放军根据毛泽东、周恩来“暂时不动香港”的决策，未跨过罗湖桥。但是后来中共中央一度布置了五年解放香港的方针。1951年春，中央提出对港政策八字方针“长期打算，充分利用”。1958年，中央设立中央外事小组，陈毅任组长，国务院设立国务院外事办公室，陈毅任主任。1958年至1959年几次工作会议上，陈毅多次阐明长期方针的意义，表示香港有三大作用：自由港作用——吸收外汇，发展外贸；跳板作用——掩护人员的出入，打破敌对势力封锁；信息渠道作用——香港是东西方了解的必经之地。此后中央直到文革期间一直坚持该方针。1956年5月，毛泽东到广州后，港澳工委具体负责港澳工作的黄施民向毛泽东作口头汇报。1956年5月毛泽东在广州先后召开20次会议，并作为国家领导人首次提出利用外资。当时他批评“对香港利用不够”。

#### 具體大事
1952年，华南分局重组香港工作机关，将澳门工作并入，改称中国共产党港澳工作委员会（中共港澳工委），隶属华南分局，仍设于广州。1955年7月1日，中共中央华南分局改为中共广东省委。中共港澳工委由中共广东省委领导。1956年，中共广东省委成立了中国共产党海外工作委员会，半年后并入中共港澳工委，同时中共香港工作小组撤销。中共广东省委下辖的港澳工委起初在广州办公。
新华社香港分社社长黄作梅于1955年因“克什米尔公主号事件”遇难，中共香港工作小组由吴荻舟负责。1957年，中央认为港澳工委应设在香港，1958年派梁威林和祁峰先后来港任新华社香港分社正副社长，梁威林是港澳工委书记，祁峰是常委，吴荻舟也是常委之一。港澳工委未推进香港前，贸易、文化、银行、航运等是分线管理，1958年后各线负责人参加工委作为常委，在香港实行集体领导。
中共港澳工委从广州迁至香港后，其宣传阵营仍然分成电影、新闻、出版三条战线，中共对香港文化的影响也更加直接，在香港形成了左、右翼阵营对垒的局面。从中共香港工作小组时期，中共在港就设有出版支部、电影支部和新闻支部。工运支部和教育支部的关系在广东省委港澳城市工作委员会。吴荻舟负责中共香港工作小组期间，他仅负责同教育界上层保持联系，如培侨中学的杜伯奎（杜伯奎回广州后是吴康民），香岛中学的卢动，汉华中学的张泉林（张泉林回广州后是黄启立），中业中学的成庆生等。在周恩来的长期方针下达前，香港的工作一度出现“左”的情况，比如电影创作上反映阶级斗争，新闻方面开展社会主义宣传，教育方面一度考虑用国内课本，群众工作方面开办读书会学习社会主义、共产主义理论等。最后发展到1952年1月10日司马文森、齐闻韶、马国亮、刘琼、舒适、杨华、沈寂、狄梵、卢动9人，以及随后的白沉、蒋伟被港英驱逐出境。
出版支部最早由陈祖霖负责，陈祖霖回北京后是蓝真负责。1956年唐泽霖调香港后，整个出版线工作便由吴荻舟移交唐泽霖，由唐泽霖联系蓝真。出版方面有新民主出版社、三联书店，以及“灰色”的学生书店等。
电影支部最早由司马文森负责，1952年1月他被港英政府驱逐出境后由齐闻韶负责，齐闻韶回上海后从工商统战方面调来廖一原任电影支部书记。1957年起调来的钟瑞鸣和吴荻舟夫人张佩华调入电影线，廖、钟、张组成电影支部，廖任支部书记。钟在长城制片公司工作，张在南方影业公司工作。
新闻支部最早由李冲负责，后由金尧如负责。
除通过电影、新闻和出版支部开展统战工作外，其他工作由中共香港工作小组、工委直接开展，比如招商局起义、两航起义、云南起义、西藏和平解放等等。
叶剑英主政华南期间，直接领导港澳工委的工作，直到他1954年调离。任内他贯彻了中央对港澳“维持现状，暂不收回”的方针，开展统一战线工作，与港澳当局高层及港澳知名人士保持沟通。在他的领导下，中共港澳工委等部门合作，1949年11月实现“两航起义”，1950年1月实现“招商局起义”。同时，广东利用港澳，打破了西方国家在经济上对中华人民共和国的禁运，积极开展对外贸易，对广东经济恢复发展与支援抗美援朝都发挥了很大作用。

### 改革開放
1978年5月，从国务院侨务办公室分拆成立国务院港澳事务办公室，中共港澳工委不再由中共广东省委领导，改由中央直接领导。
改革开放初期，中共港澳工委在推动对外开放工作中发挥了独特作用。例如1981年5月27日至6月14日，国务院在北京召开广东、福建两省和经济特区工作会议，与会的有广东、福建两省和经济特区的负责人，国务院有关部委和直属机构、港澳工委的负责人，会议由国务院副总理谷牧主持，检查总结贯彻执行中发〔1979〕50号、中发〔1980〕41号文件的情况和经验，讨论广东、福建两省对外经济活动实行特殊政策、灵活措施及设置经济特区的问题，研究提出了落实措施。
随着改革开放，自1988年起，一些地区和部门派赴港澳地区培训考察的团组和人员增加，其中很多事实上是公费旅游。为遏制这一现象，1988年12月17日，中共中央办公厅、国务院办公厅转发中央外事工作领导小组《关于进一步压缩因公临时出国团组的若干措施》的通知（中办发〔1988〕14号），要求不得突破港澳工委下达给沿海十二省、区、市因公赴港澳人次控制指标。1989年6月4日，《国务院办公厅关于严格控制赴港澳地区培训考察的通知》（国办发〔1989〕27号）要求，“各地区、各部门确需派赴港澳地区考察的团组和人员，均须事先征得港澳工委的同意，否则一律不得派出。”
1991年9月，中共中央决定将中共港澳工委分拆成立中国共产党香港工作委员会和中国共产党澳门工作委员会。1992年1月前，正式撤销中共港澳工委，分别成立中共中央直接领导的中国共产党香港工作委员会（中共香港工委）和中国共产党澳门工作委员会（中共澳门工委）。两个工委不属于中共中央直属机关。在1995年至2002年间，两个工委分别改为中共中央香港工作委员会（中央香港工委）、中共中央澳门工作委员会（中央澳门工委），作为中共中央派出机构，列入中共中央直属机关序列。中共香港工委（后为中央香港工委）与新华社香港分社实行一个机构两块牌子。

### 香港回归後
2000年1月设立中央人民政府驻香港特别行政区联络办公室后，改与中央人民政府驻香港特别行政区联络办公室实行一个机构两块牌子。中共中央香港工委书记为中央人民政府驻香港特别行政区联络办公室主任。但中央香港工委书记与香港中联办主任的任免未必同步。如彭清华于2007年7月出任香港工委书记，但到2009年5月才正式出任香港中联办主任。在此期间，他对外公布的职务是“香港中联办副主任（正部长级）”。
2012年中共十八大召开前，中共中央香港工委和中共中央澳门工委首次成为独立选举单位，其中中共中央香港工委选出16名在香港的中共十八大代表。
2015年1月20日，中央政法工作会议在北京召开，“香港工委和澳门工委”首次在中央会议的报道中出现。

## 历任领导
中国共产党港粤工作委员会（1946年6月—1947年5月）
| 书记 - 尹林平（1946年6月23日—12月） - 章汉夫（1947年1月—5月6日，负责人） | 委员 - 尹林平（1946年6月23日—？） - 连贯（？—1947年5月） - 廖沫沙（？—？） - 左洪涛（？—？） - 饶彰风（？—？） - 章汉夫（1947年1月—5月） |

中国共产党香港工作委员会（1947年6月—1949年10月）
| 书记 - 章汉夫（1947年6月—1948年8月） - 夏衍、许涤新、乔冠华负总责（1948年9月—11月，其间章汉夫、连贯先后奉命到中央汇报工作） - 夏衍（1949年4月—1949年） - 乔冠华（1949年5月—8月） - 饶彰风（1949年8月—1949年10月） 副书记 - 连贯（1947年6月—1948年11月） - 邵荃麟（1949年5月—8月） 常务委员 - 章汉夫（1947年6月—1948年） - 连贯（1947年6月—1948年） - 夏衍（？—1949年） - 许涤新（？—1949年） - 乔冠华（？—1949年） - 潘汉年（1949年—1949年） - 邵荃麟（1949年—1949年） - 饶彰风（1949年—1949年） | 委员 - 章汉夫（1947年6月—1947年） - 连贯（？—1947年5月） - 夏衍（？—1949年） - 许涤新（？—1949年） - 乔冠华（？—1949年） - 博×（？—1949年） - 龚澎（？—1949年） - 刘宁一（？—1949年） - 冯乃超（？—1949年） - 廖沫沙（？—1949年） - 饶彰风（？—？；1949年—1949年10月） - 苏惠（？—1949年） - 胡绳（？—1949年） - 张铁生（？—1949年） - 肖贤发（？—1949年） - 潘汉年（1949年—1949年） - 邵荃麟（1949年—1949年） - 林槟（1949年—1949年） - 张唯一（1949年—1949年） 候补委员 - 黄作梅（1949年—1949年） - 杨奇（1949年—1949年） - 古念良（1949年—1949年） |

中国共产党香港临时工作委员会、中国共产党香港工作委员会（1949年10月—1952年）
书记
- 张铁生（1949年—1949年）[23]
- 黄作梅（1949年—1952年，负责人，新华社香港分社社长）[8]

中共香港工作小组（1949年—1956年）
组长
- 张铁生（1949年—1949年）[4]
- 黄作梅（1949年—1955年克什米尔公主号事件遇难）[4][8]
- 吴荻舟（1955年—1956年，负责人）[4]

中国共产党港澳工作委员会
| 书记 - 饶彰风（？—1958年） - 梁威林（1958年4月—1977年12月，新华社香港分社社长） - 王匡（1978年7月—1983年5月，新华社香港分社第一社长） - 许家屯（1983年6月—1990年1月，新华社香港分社社长） | 副书记 - 黄施民（？—？） |

中国共产党香港工作委员会
| 书记 - 周南（1992年9月—1997年7月，新华社香港分社社长） | 副书记 …… |

中共中央香港工作委员会
| 书记 - 姜恩柱（1997年7月—1999年12月，新华社香港分社社长；2000年1月—2002年8月，香港中联办主任） - 高祀仁（2002年8月—2007年7月，香港中联办主任） - 彭清华（2007年7月—2012年12月，香港中联办主任） - 张晓明（2012年12月—2017年9月，香港中联办主任） - 王志民（2017年9月—2020年1月，香港中联办主任） - 骆惠宁（2020年1月—2023年1月，香港中联办主任） - 郑雁雄（2023年1月—2025年5月，香港中联办主任） - 周霽（2025年5月—，香港中联办主任） | 副书记 …… |